# Sarah Badel
Pour les articles homonymes, voir Badel.
Sarah Badel, née à Londres le 30 mars 1943, est une actrice britannique spécialisée dans les séries télévisées.

## Filmographie

### Cinéma
- 2001 : Les Visiteurs en Amérique (Just Visiting) : La Reine
- 1999 : Cotton Mary : Mme Evans
- 1997 : Mrs. Dalloway : Lady Rosseter
- 1985 : La Partie de chasse (The Shooting Party) : Ida Nettleby

### Télévision
- 1998 - 2009 : Inspecteur Barnaby (série télévisée) : Patricia Blackshaw / Rosa Carmichael
- 2008 : Tess of the D'Urbervilles (Tess of the D'Urbervilles) (mini-série télévisée) : Mrs Brooks
- 2005 : Du bout des doigts (Fingersmith) (mini-série télévisée) : Mrs Frobisher
- 2001 : Peak Practice (série télévisée) : Sheila Spencer
- 2001 : Les Mystères du véritable Sherlock Holmes (Murder Rooms: The Dark Beginnings of Sherlock Holmes) (série télévisée) : Mrs Berkley
- 2001 : Hearts and Bones (série télévisée) : Moira Thomas
- 2001 : Love in a Cold Climate (mini-série télévisée) : Lady Kroesig
- 2000 : Inspecteur Wexford (The Ruth Rendell Mysteries) (série télévisée) : Moira Wingrave
- 2000 : Longitude (téléfilm) : Society Lady
- 1997 : A Dance to the Music of Time (mini-série télévisée) : Lady Molly
- 1997 : Heartbeat (série télévisée) : Susan Williamson
- 1994 - 1997 : Mystery!: Cadfael (série télévisée) : sœur Magdalen
- 1996 : La Recluse de Wildfell Hall (The Tenant of Wildfell Hall) (mini-série télévisée) : Rachel
- 1996 : The Vet (série télévisée) : Mrs Eaves
- 1995 : Heavy Weather (téléfilm) : Lady Julia Fish
- 1995 : Hercule Poirot (Agatha Christie's Poirot) (série télévisée) : Mrs Hubbard
- 1994 : Pleasure (téléfilm) : The Widow
- 1994 : Casualty (série télévisée) : Celia Cooke
- 1992 : The Cloning of Joanna May (téléfilm) : Angela
- 1991 : Fiddlers Three (série télévisée) : Cynthia
- 1991 : Jamais sans ma fille (Not Without My Daughter) : Nicole
- 1990 : Haggard (série télévisée) : Lady Tartlet
- 1988 : Small World (mini-série télévisée) : Hilary Swallow / Joy Simpson
- 1987 : A Perfect Spy (mini-série télévisée) : baronne Weber
- 1985 : Summer Season (série télévisée) : Natalaya Sergeyvena
- 1983 - 1985 : Affairs of the Heart (série télévisée) : Jane Bonamy
- 1985 : The Irish R.M. (série télévisée) : Babs
- 1984 : Out of Order (téléfilm)
- 1970 - 1983 : BBC Play of the Month (série télévisée) : Goneril / Natasha / Olwen Peel
- 1981 : Play for Today (série télévisée) : Alice Dearth / Alice Pike
- 1980 : The Taming of the Shrew (téléfilm) : Katherine
- 1979 : Thomas and Sarah (série télévisée) : Felicity Stokeleigh-Pomeroy
- 1978 : Do You Remember? (série télévisée) : Peg
- 1978 : Park People (téléfilm)
- 1978 : BBC2 Play of the Week (série télévisée) : Virginia
- 1976 : Red Letter Day (série télévisée) : Nicola
- 1974 : Seven Faces of Woman (série télévisée) : Liz West
- 1974 : The Pallisers (série télévisée) : Lizzie / Lizzie Eustace
- 1974 : The Gift of Friendship (téléfilm) : Madge Wakely
- 1973 : Between the Wars (série télévisée) : Constance Lechdale
- 1973 : Conjugal Rights (mini-série télévisée) : Paula
- 1972 : Dead of Night (série télévisée) : Lorna
- 1972 : The Visitors (mini-série télévisée) : Milly Purdoe
- 1962 - 1970 : Armchair Theatre (série télévisée) : Sylvia Melville
- 1970 : Every Home Should Have One : Joanna Snow
- 1969 : W. Somerset Maugham (série télévisée) : Louise
- 1968 : Mystery and Imagination (série télévisée) : Elizabeth
- 1968 : La Ferme du mauvais sort (Cold Comfort Farm) (mini-série télévisée) : Flora Poste
- 1963 : ITV Play of the Week (série télévisée) : Fay
- 1962 : A Climate of Fear (téléfilm) : Frances Waring
- 1962 : The Winter's Tale (téléfilm) : Perdita